# Clara d'Ovar
Clara d'Ovar (Ovar, 4 de novembro de 1925– Ovar, 30 de junho de 2002), nascida Leolina Clara Gomes Dias Simões, foi uma cantora, escritora, produtora e atriz de cinema portuguesa. Conhecida inicialmente por ter representado em filmes franceses e portugueses durante a década de 1960, tornou-se também célebre por ter publicado vários livros de contos nas décadas seguintes.

## Biografia

### Família e Primeiros Anos
Nascida a 4 de novembro de 1925, na casa da sua família, situada na Rua Padre Ferrer, n.º 1, em Ovar, Leolina Clara Gomes Dias Simões era filha de Manuel Dias Simões e de Margarida Ferreira Soares Gomes Dias Simões, sendo neta de António Dias Simões, conhecido arauto da tradição do Cantar dos Reis, historiador, poeta, dramaturgo, comediógrafo, pintor, miniaturista e calígrafo, natural da mesma localidade, com o qual terá aprendido a cantar enquanto passava as suas férias escolares na quinta que a sua família possuía no lugar de São Miguel, e ainda bisneta de Margarida Simões, considerada a principal musa do então apaixonado Júlio Dinis para a personagem Margarida na sua obra As Pupilas do Senhor Reitor. Era ainda irmã do bailarino, fadista, escritor e produtor de cinema José António Dias Simões, conhecido pelo nome artístico de Zéni d'Ovar.
Proveniente de uma família burguesa, após frequentar o ensino primário e secundário em vários colégios, nomeadamente em Anadia, Aveiro e Porto, ingressou na Escola do Magistério Primário do Porto para se tornar professora primária. Contudo, sentindo o apelo pelas artes, aos 19 anos e ainda sob o nome de Clara Dias Simões, abandonou os estudos e partiu para Lisboa, onde começou a cantar em algumas casas de fado. De forma a se sustentar, arranjou trabalho como secretária e correspondente de francês e português na Inter-Maritime et Fluvial et Centrados Reúnis, começando a viajar frequentemente para Paris e Locarno, onde existiam as outras sucursais da mesma empresa.

### Primeiro Casamento
Conseguindo um outro trabalho como correspondente de português para uma fábrica suíça de acessórios para relógios, fixou-se temporariamente em Locarno, onde conheceu Roland Pierre Gottraux (1921-2010), cônsul da Suíça em Luanda, com o qual casou. Após um ano a viver em Angola, o casal separou-se e Clara d'Ovar regressou à Europa.

### Casa de Fado "Le Fado"

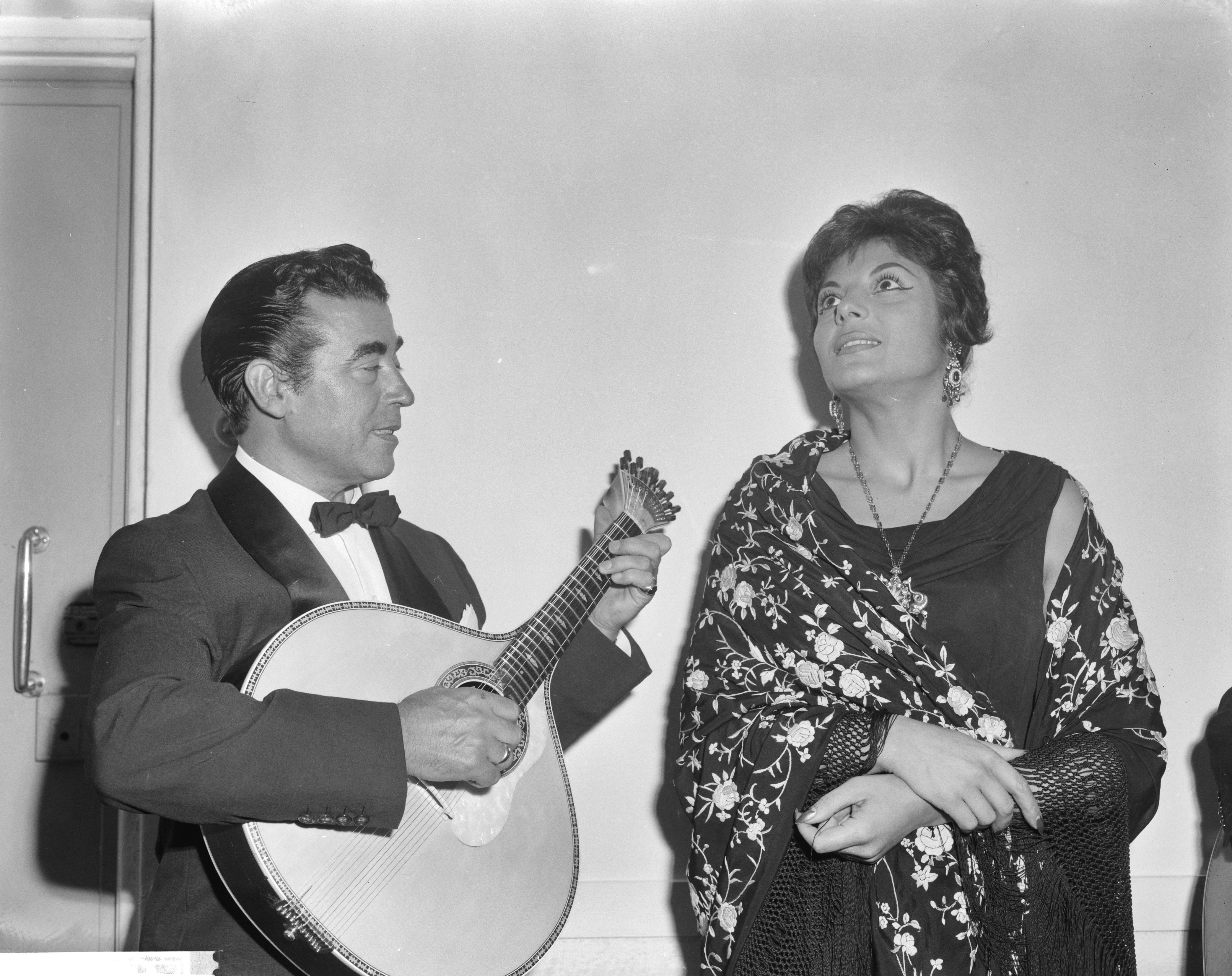
Clara d'Ovar e Jaime Santos (Paris, 1962)

De regresso a Portugal, fixando-se entre as cidades do Porto e de Lisboa durante quase dois anos, estreou-se a cantar fado em vários programas de rádio, partindo depois para França, onde com as suas poupanças e um grupo de portugueses emigrados na capital francesa abriu um pequeno restaurante português, chamado inicialmente "Lisboa" e depois “Le Fado”, na Rue de Verneuil, localizado no 7.º arrondissement de Paris. Considerada a primeira casa de fado parisiense, o seu estabelecimento atraiu inúmeros artistas franceses ligados ao mundo do cinema e da música, proporcionando-lhe um meio para se inserir nos círculos intelectuais e artísticos de Paris e travar amizade com Françoise Dorléac, Jean Cocteau, Line Renaud, Françoise Aurillac, Jean Marais, Fernandel ou Pierre Kast, entre muitos outros nomes.

### Segundas Núpcias
Atraindo uma selecta e curiosa clientela com os concertos de Rui de Mascarenhas, Maria Albertina, Jaime Santos, Madalena Iglésias ou Zéni d'Ovar no "Le Fado", durante uma noite de fados, conheceu o empresário e produtor de cinema suíço-americano Peter Oser (1926-1970), bisneto do magnata e multimilionário John D. Rockefeller e filho de Mathilde Rockefeller McCormick e Max Oser. Nascendo desde então um intenso romance entre os dois, que perdurou até à morte de Peter Oser, pouco depois o casal oficializou o matrimónio numa discreta cerimónia na capital francesa.

### Carreira Cinematográfica e Musical
No final da década de 1950, adoptando o nome artístico de Clara d'Ovar em referência e homenagem à sua terra natal, lançou o seu primeiro álbum de fados, Soiree A la Casa Portuguesa (1958), e um ano depois, após apresentar a sua ideia para um filme, ao lado do realizador e amigo próximo Pierre Kast, a artista portuguesa estreou-se no cinema, nomeadamente como protagonista no filme Merci Natercia, conhecido em Portugal como Uma Portuguesa em Paris. Apesar de ter sido filmado em 1959, a produção e pós-produção do filme tornaram-se num derradeiro pesadelo financeiro, tendo sido adiada a sua estreia para 1963, comprometendo assim a carreira da iniciante atriz Clara d'Ovar, que procurava no projecto uma forma de se lançar no meio artístico. Concorrendo a várias audições nos meses seguintes, integrou inicialmente o elenco principal das produções La Barque Sur l’Ocean (1960) de Maurice Clavel e Cartas da Religiosa Portuguesa (1960) de António Lopes Ribeiro, contudo ambos filmes foram cancelados poucos meses depois, ainda durante a fase de pré-produção. Sentindo-se desiludida e sem sorte, uma vez mais Clara d'Ovar recorreu ao seu amigo Pierre Kast, que lhe conseguiu um papel como figurante no seu filme La Morte-Saison des Amours (1961).
Fruto dessa nova cooperação, nasceu um novo projecto que cruzou uma vez mais a atriz portuguesa com o realizador francês e com o produtor português António da Cunha Telles. Fundando a sua própria companhia, JAD Filmes, estreou-se como produtora ao lado do seu marido ao produzir a longa-metragem Vacances portugaises (Os Sorrisos do Destino, 1963), com Catherine Deneuve, Françoise Arnoul, Bernhard Wicki, Françoise Prévost, Jean-Pierre Aumont e Jacques Doniol-Valcroze no elenco principal. Bem sucedida no seu trabalho e após introduzir também o seu irmão Zéni d'Ovar na produção de cinema, apresentando-o a António da Cunha Telles, Clara d'Ovar começou a planear a sua estreia como realizadora, escolhendo como seu primeiro projecto o filme de ficção científica Sombras no Firmamento, com argumento de Chad Olivier e realização partilhada com Pierre Kast, contudo, apesar dos seus esforços, o projecto nunca foi realizado.
Com o decorrer dos anos 60, a atriz estreou-se no cinema português com o filme O Crime de Aldeia Velha em 1964, regressando pouco depois a França, onde representou nos filmes Le Grain de Sable (O Triângulo Circular, 1964) e Le pas de Trois (1964). Voltando uma vez mais a Portugal em 1965, para participar na curta-metragem Clara d’Ovar em Óbidos, realizada por José Fonseca e Costa, alguns meses depois estreou-se na série de televisão francesa Poly au Portugal, criada por Cécile Aubry e realizada por Claude Boissol, tendo os sete episódios sido filmados no Ribatejo. No mesmo ano, como produtora da curta-metragem La brûlure de mille soleils de Pierre Kast, viajou ainda para o Brasil, onde integrou a delegação portuguesa do Festival do Rio, ao lado de Isabel de Castro, António Lopes Ribeiro e Manuel Félix Ribeiro, voltando a Paris para filmar outra série de televisão francesa, Au secours Poly... Au secours (1966-1967).
Dedicando-se à sua carreira de fadista e de escritora nos anos seguintes, Clara d’Ovar afastou-se da representação, voltando somente a participar como atriz no projecto inacabado Os Caminhos da Verdade (1972), realizado por Michel Ribó, e Le Soleil en Face (1980), novamente com Pierre Kast e com banda sonora de Sérgio Godinho.

### Carreira Literária
Na literatura, Clara d'Ovar colaborou com diversos periódicos e revistas portuguesas, como Notícias de Ovar, O Século, A Capital ou República, ao escrever artigos de crítica de cinema, música, arte e de outros eventos culturais a decorrer em Paris, traduziu várias peças de teatro e publicou vários livros de poesia, contos, romance, crónicas e ensaios, tais como "Poesias do Vento" (1958), "Um Mundo Paralelo" (1966), "Areias Movediças" (1968), "Caminhando Pela Vida” (1994), "Miriam – Uma Tão Longa Estrada" (1996), "Odisseia de uma Garrafa Azul – Memórias e Esquecimentos" (1998), e "D. Juan Quixote de Saia de Folhos" (1999).

### Terceiras Núpcias
Após a morte de Peter Oser, Clara d'Ovar regressou a Portugal. Fixando-se em Lisboa, anos mais tarde casou-se com o arquitecto José de Almeida Segurado  (1913-1988), co-autor do projecto de construção da Colónia Balnear Infantil de O Século, em São Pedro do Estoril, e da ampliação e reconstrução do Casino Estoril, entre outras obras, sendo ainda irmão e tio dos arquitectos Jorge de Almeida Segurado e José Maria Segurado.

### Fim de Vida
Faleceu a 30 de junho de 2002, na sua quinta em São Miguel, Ovar, com 76 anos de idade.

## Filmografia
Representação
- Merci Natercia (Uma Portuguesa em Paris, 1963)
- La Morte-Saison des Amours (1961)
- Je ne Suis Plus d’Ici (1962)
- PXO (1963)
- O Crime de Aldeia Velha (1964)
- Le Grain de Sable (O Triângulo Circular, 1964)
- Le pas de Trois (1964)
- Clara d'Ovar em Óbidos (1965)
- Poly au Portugal (1965)
- Au secours Poly... Au secours (1966-1967)
- TV Clube (1968)
- Os Caminhos da Verdade (1972)
- Le Soleil en Face (1980)

Produção
- Vacances portugaises (Os Sorrisos do Destino, 1963)
- La brûlure de mille soleils (1965)

Banda Sonora
- Vacances portugaises (Os Sorrisos do Destino, 1963)

## Discografia
- Soiree A la Casa Portuguesa (1958)[26]
- Oferta de Amor (EP, 1964)
- Oferta de Amor: Don D'Amour (1965)
- Maria da Graça (EP)
- Célèbres Fados

## Obras Publicadas
- Poesias da Juventude (1957)
- As Areias Movediças (1958)[27]
- Poesias do Vento (1958)
- Um Mundo Paralelo (1966)[28]
- Caminhando pela Vida (1994)
- Miriam – Uma Tão Longa Estrada (1996)[29]
- Odisseia de uma Garrafa Azul – Memórias de Esquecimentos (1998)
- D. Juan Quixote de Saia de Folhos (1999)
- O Homem que corria atrás dos Sonhos (2000)[30]
- O voo das Palavras (2002)[31]

## Homenagens e Legado
Na toponímia portuguesa, o seu nome foi atribuído a uma rua em Ovar, sua terra natal.
Postumamente, em 2009, foram instalados dois bustos, em homenagem à cantora e atriz portuguesa radicada em França, no Jardim de São Miguel e no parque de estacionamento de um supermercado, que tragicamente foram roubados em junho desse mesmo ano.